# デイヴ・ペルザー

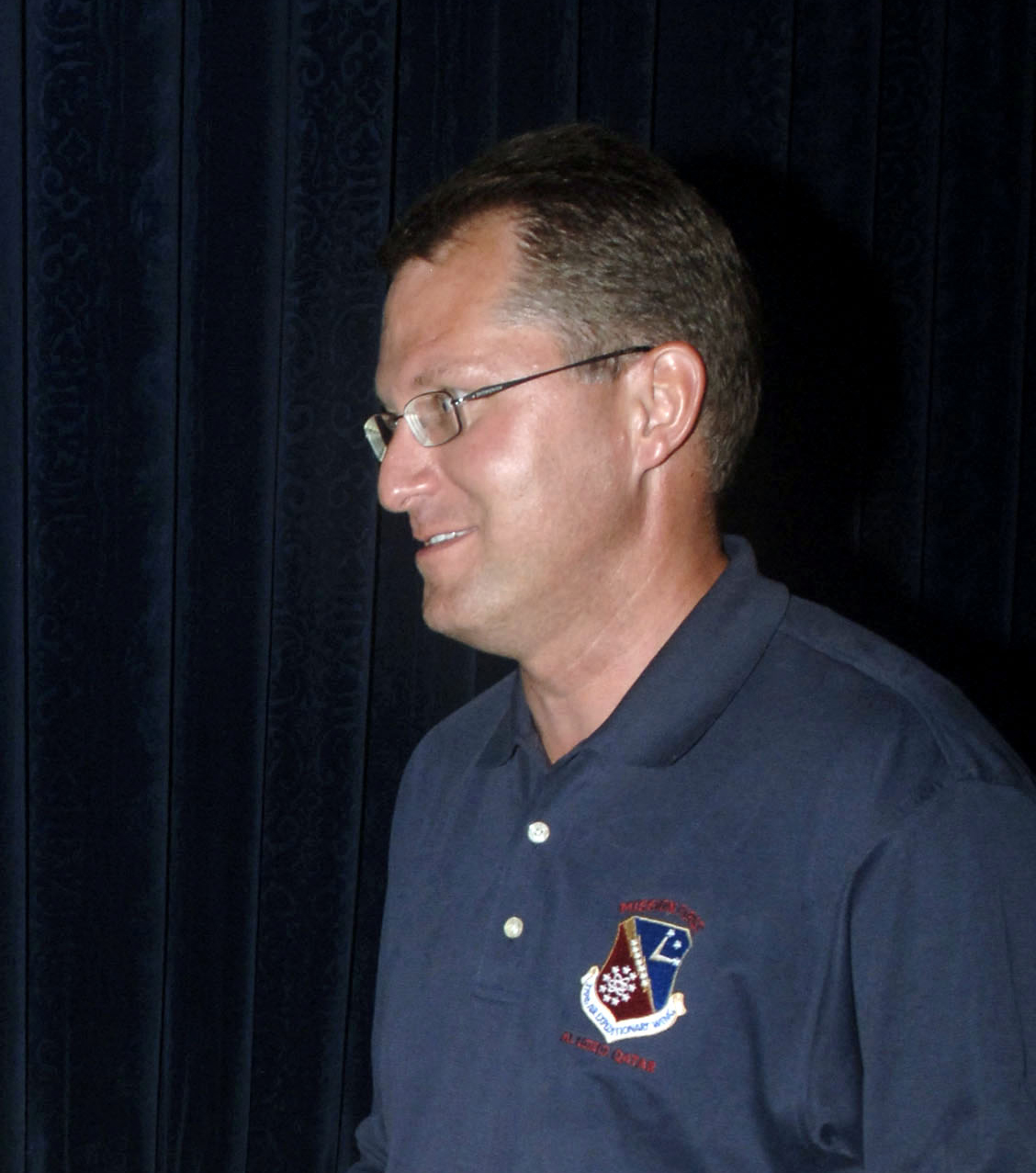
デイヴ・ペルザー

デイヴ・ペルザー（Dave Pelzer、1960年12月29日 - ）は、アメリカ合衆国の作家。幼い頃に実の母親に凄まじい虐待を受けた自らの体験を赤裸々に綴った著書「"It"（それ）と呼ばれた子」で知られる。現在も講演活動や執筆活動に力を入れている。

## 来歴

### 幼年期
デイヴ・ペルザーは、1960年12月29日にカリフォルニア州のサンフランシスコの南にあるデイリーシティで、5人兄弟の次男として生まれた。ペルザー自身の著書によると、"It"（それ）と呼ばれ、実の母親から心身ともに虐待を受けていたという。暴力の嵐にさらされ、地下室に住まわされ、人間扱いせずに「それ」・「あれ」と呼ばれる。食事も滅多に与えられず、不衛生なまま放置される。デイヴが成長していくにつれて、母親のやり口もエスカレートしていき、命の危険にさらされる事もあった。始めのうちはデイヴに同情的であった兄弟や父親さえも、母親に翻弄されるがままになってしまった。そのような状況や環境の中でも彼は必死に生き延びようとし、1973年3月5日、彼の通う小学校の教師たちによって救出された。

### 少年期
教師や警察の手で保護され、恐ろしい母親の虐待から逃れ、デイヴは自由の身になった。しかし彼の本当の試練はここからはじまったとも言える。里子となってからは周囲に白眼視される日々。自由になって嬉しい反面、家族に会えないもどかしさがせめぎ合う。いじめを受けた上、放火の濡れ衣を着せられ教護院送りにされてしまうこともあった。だが献身的な里親や支えてくれる人々のお陰で立ち直り、アメリカ空軍への入隊を果たす。

### 青年期
過去の体験を断ち切り、夫となり父となって、結婚し息子が生まれた。それでも彼の苦悩は続く。両親の死、結婚生活、上手くいかない仕事。けれども最愛の妻と立派な息子の支えがあり大人として自立していく。

### 執筆活動
1995年9月に「Itと呼ばれた子」（原題:『A Child Called "It": One Child's Courage to Survive』）を出版する。この本は、大きな話題を呼ぶ。しかし、出版した時点から、既に本の内容について細かな疑問点が指摘されていた。また、彼の家族からも批判的な発言が相次いだ。
その後、デイヴ・ペルザーの弟で4男のリチャード・ペルザーが、「ア・ブラザーズ・ジャーニー」（原題「A Brother's Journey: Surviving a Childhood of Abuse」）を出版し、デイヴが引き取られた後に虐待されていたことを明らかにした。

## 著書
- "It"（それ）と呼ばれた子
  - 『"It"（それ）と呼ばれた子　幼年期』（文庫版ソニー・マガジンズ、2002年、ISBN 4789719251）
  - 『"It"（それ）と呼ばれた子　少年期　ロストボーイ』（文庫版ソニー・マガジンズ、2002年、ISBN 4789719928）
  - 『"It"（それ）と呼ばれた子　完結編　さよなら"It"』（文庫版ソニー・マガジンズ、2002年、ISBN 4789720543）

## 批判
- ペルザーの著書の内容の信憑性について、彼の弟及び祖母から疑問視する発言があがっている。
  - オンラインマガジン「Slate」の記者デイビッド・プロッツは、ペルザーのことを「児童虐待実業家（「The child-abuse entrepreneur」）」と評し「ペルザーは、児童虐待をエンターテイメントに変えた（「He has turned child abuse into entertainment.」）」、「ペルザーは、もう“プロの虐待被害者”ではいたくない（「He doesn't want to be a professional victim anymore.」）」と書いている[1]。
  - 2000年に新聞「ニューヨーク・タイムズ」がペルザーの弟にインタビューしたところ、「It"（それ）と呼ばれた子」には相当な誇張や歪曲が入っていることを明らかにした。彼は兄のデイヴに関して「ナイフで刺されたことは事実だが、血は一滴もでなかった」「里親に出されたのは放火や万引きが酷かったから」と証言した。加えて、デイヴの祖母も「あの本はフィクションとして売るべき」と発言した[2][3]。